# Vesteuropa
Vesteuropa er hovedsageligt et kulturelt/politisk begreb skabt og brugt under den kolde krig. Det betyder hovedsageligt de europæiske lande som deltog i 1. verdenskrig. Det adskilte sig tidligere, og til dels stadigvæk, fra Østeuropa på områder som økonomi, politik, kultur og religion snarere end på klare geografiske grænser. Disse grænser overlapper hinanden og fluktuerer historisk set, hvilket gør definitionen Vesteuropa sværere at forstå.
I dag har begrebet Vesteuropa mindre at gøre med geografi og mere at gøre med politik. Begrebet associeres også ofte med liberalt demokrati, kapitalisme og EU. De fleste af landene i regionen deler nogle historiske, økonomiske og politiske bånd med USA og Canada i Nordamerika. Derudover associeres Skandinavien ofte med socialdemokrati og forholder sig almindeligvis rimelig neutrale ved internationale uoverensstemmelser.
Alternativt er Vesteuropa også en af Europas geografiske regioner som er langt mere snæver end de traditionelle politiske opgørelser; FN definerer dette som bestående af disse ni lande:
- Belgien
- Frankrig
- Holland
- Liechtenstein
- Luxembourg
- Monaco
- Schweiz
- Tyskland
- Østrig

## Europa før den kolde krig
Europa havde altid været omhyggeligt inddelt indtil det 20. århundrede. I det tidlige 20. århundrede dukkede der dog to store alliancer op på den politiske scene: Centralmagterne og Ententen. I 1914 blev verden kastet ind i den første moderne industrielle krig: 1. verdenskrig, som ville føre til en radikal ændring af det politiske kort over Europa.
Ententen, også kendt som De Allierede (med Storbritannien, Frankrig og, senere, USA i spidsen), besejredee Centralmagterne (med bl.a. Tyskland, Østrig og det Osmanniske Rige). Landene som tabte i konflikten, det tyske kejserrige, det østrig-ungarske kejserrige og det Osmanniske rige, mistede også deres monarkiske dynastier, som blev tvunget til at abdicere al tilbageværende politisk magt og blev sendt i eksil. Deres lande ændrede politisk system, blev republikker og blev tvunget til at acceptere den overvejende pro-Ententen Versailles-fred. Det russiske kejserrige havde erklæret Østrig krig i begyndelsen af 1. verdenskrig, men efter oktoberrevolutionen, ført af Lenin, sluttede de fred med Centralmagterne.
Versailles-freden pålagde taberne ansvaret for konflikten, tab af territorier og voldsomt store betalinger for reparationer. Dette ramte befolkningerne hårdt og underminerede accepten af nye regimer. Dette blev også brugt af Adolf Hitler på hans vej mod magten. I mange af hans taler fordømte han Diktat von Versailles – "Versailles-diktaten".
Alt dette ville senere føre til 2. verdenskrig

## Den kolde krig deler Europa i Østlige/Vestlige blok
I 2. verdenskrigs endelige faser blev Europas fremtid besluttet på et møde mellem De Allierede på Jaltakonferencen, mellem Storbritanniens premierminister Winston Churchill, USA's præsident Franklin Delano Roosevelt og Sovjetunionens diktator Josef Stalin. Efterkrigstidens Europa ville blive inddelt i to større områder: USA ville få indflydelse på vestblokken, mens østblokken ville blive kontrolleret af Sovjetunionen. Da den kolde krig begyndte, blev Europa delt af jerntæppet, en beskrivelse som blev voldsomt populær efter en tale af Winston Churchill. Nogle lande var politisk neutrale, men de blev klassificerede efter deres politiske og økonomiske systemer.

### Østeuropa
Østeuropa bestod i bund og grund af alle de lande som sovjetiske hære havde besat i kølvandet på befrielsen fra Tyskland. Udover disse var der DDR (også kendt som Østtyskland), som blev oprettet i den sovjetiske besættelseszone i Tyskland. Efter ordre fra Stalin fik alle disse lande kommunistiske regimer. Selvom de officielt var uafhængige af Sovjetunionen, var uafhængigheden i praksis meget begrænset. Jugoslavien og Albanien, begge kommunistiske lande som var reelt uafhængige af Sovjetunionen, tilhørte også østblokken.
- De fleste af disse lande var medlemmer af den militære Warszawapagt og dens økonomiske tvilling COMECON. Først og fremmest var det Sovjetunionen (som på det tidspunkt indbefattede Letland, Estland, Litauen og Ukraine osv.). Andre lande som var kontrollerede af Sovjetunionen var bl.a. DDR, Polen, Tjekkoslovakiet, Ungarn, Bulgarien og Rumænien.

- Den Socialistiske Republik Jugoslavien (oprettet efter 2. verdenskrig og før dens opløsning i 1992) var ikke en del af Warszawapagten. Selvom landet havde et kommunistisk regime, var det demonstrativt uafhængigt af Sovjetunionen. Det blev dog alligevel talt med som en del af østblokken.

- Albanien var voldsomt uafhængigt af Sovjetunionen og foretrak at alliere sig med Kina. Alligevel var det et kommunistisk regime og blev derfor betragtet som en del af østblokken.

### Vesteuropa
Vesteuropa var dybest set alle de lande som var blevet befriede af de vestlige Allierede (USA, Canada, Storbritannien, Frankrig osv.) fra tysk besættelse, de europæiske vestlige allierede selv, samt Italien (en tidligere aksemagt som havde overgivet sig og ladet sig besætte af de vestlige Allierede) og Forbundsrepublikken Tyskland (også kendt som Vesttyskland) skabt i de tre besættelseszoner i Tyskland (af USA, Storbritannien og Frankrig).
Andre lande ville også efterhånden blive en stadig større del af Vesteuropa. De meldte sig ind i NATO og/eller den Europæiske Union eller dens rival, EFTA.
Næsten alle vesteuropæiske lande modtog økonomisk hjælp fra USA gennem Marshallplanen.
Mere detaljeret:
- Storbritannien og Frankrig, sejrherrer i 2. verdenskrig.
- Holland, Belgien og Luxembourg, lande som havde været besatte af Nazityskland og efterfølgende blev befriede af de vestlige Allierede.
- Forbundsrepublikken Tyskland, som var blevet oprettet i de tre besatte zoner som tilhørte de vestlige Allierede (USA, Storbritannien og Frankrig).
- Italien, en tidligere aksemagt som havde overgivet sig til de vestlige Allierede.
- Irland, fik sin uafhængighed fra Storbritannien i 1920'erne. Det gik aldrig med i NATO, men meldte sig dog ind i den Europæiske Union i 1973. Det bliver betragtet som en del af Vesteuropa.
- Lande som blev styret af diktatorer, Portugal, Spanien og Grækenland, blev parlamentariske demokratier i de sene 1970'ere. De først to er placeret i den geografisk sydvestlige del af Europa, mens det sidste ligger i den sydøstlige del. Alle er medlemmer af NATO og EU.
- Norden var et specielt tilfælde. Danmark og Norge havde været besatte af Nazityskland. Sverige havde forholdt sig neutralt, mens Finland havde været aksemagternes allierede i kampen mod Sovjetunionen, det var blevet besejret men ikke erobret og besat. Fredstraktaten mellem Finland og Sovjetunionen fastslog at Finland ville opgive nogle af sine territorier, at det ikke ville melde sig ind i NATO samt at Finland ville være på god fod med Sovjetunionen. Alligevel bliver samtlige nordiske lande betragtet som dele af Vesteuropa.
- Østrig og Schweiz er også en sag for sig selv. Østrig var blevet annekteret ind i det Tredje Rige gennem Anschluss før krigen, mens Schweiz hele tiden havde forholdt sig neutralt. Efter 2. verdenskrig forblev begge lande neutrale, i Østrigs tilfælde skete dette gennem den Østrigske Statstraktat. Østrig meldte sig senere ind i den Europæiske Union, men ikke NATO. Scweitz nægtede medlemskab af NATO og EU og meldte sig i stedet ind i EFTA. Begge lande betragtes alligevel som dele af Vesteuropa.
- Østaterne Island, Malta og Cypern betragtes generelt som dele af Vesteuropa selvom de for det meste overses.
- Europas mikrostater (Vatikanstaten, San Marino, Monaco, Andorra og Liechtenstein) betragtes som værende dele af Vesteuropa men de overses også ofte. Mange af disse stater har specielle aftaler og traktater med den Europæiske Union.
- Den juridiske status for territorier udenfor Europa (Gibraltar, Kanaløerne, Færøerne osv.) er besynderlig og varierer fra territorie til territorie. De betragtes dog alligevel som dele af Vesteuropa.

### Tyrkiet
- Tyrkiet har, som medlem af NATO, altid tilhørt Vestblokken. Alligevel er landet aldrig blevet en del af den Europæiske Union. I offentlighedens øjne betragtes Tyrkiet ofte mere som et middelhavsland eller et anatolsk land end et "vesteuropæisk" et.

## Nylig politisk udvikling og det moderne Vesteuropa
Verden ændrede sig voldsomt ved jerntæppets fald i 1989. Forbundsrepublikken Tyskland absorberede på fredelig vis DDR, hvilket førte til Tysklands genforening. De østeuropæiske lande opløste COMECON og Warszawapagten. Andre blev uafhængige fra Sovjetunionen: Litauen, Estland, Letland, Ukraine osv. Mange af dem gik med i NATO og nogle blev tilladt medlemskab i den Europæiske Union.
Indtil udvidelsen af den Europæiske Union fra 2004 blev Vesteuropa ofte associeret med EU, selvom ikke-medlemmer som Island, Norge og Schweiz også var med.
Begrebet Centraleuropa er begyndte at dukke op på ny. For eksempel ville det efter Tysklands genforening være teknisk upræcist at kalde landet vest- eller østeuropæisk.
Teoretisk set bør begrebet Vesteuropa, som for størstedelen blev opfundet under den kolde krig, betragtes som forældet og ubetydeligt. Mange befolkninger i lande tilhørende det gamle Vesteuropa føler at de og deres respektive lande er de østeuropæiske lande overlegne, hovedsageligt af nostalgiske grunde. Medierne bruger også fortsat begrebet Vesteuropa.
Generelt betragtes begrebet det gamle Europa, brugt af Donald Rumsfeld, som betydende det gamle Vesteuropa. Han mente tydeligvis de østeuropæiske lande ved begrebet: det nye Europa. Om Storbritannien også bør betragtes som en del af det gamle Europa kan diskuteres.
Øst/vest delingen af Europa eksisterer altså stadigvæk, selvom den fremstår på en anden, mindre fremherskende, måde end under den kolde krig.
Den nuværende betegnelse Vesteuropa indbefatter de følgende lande:
- Storbritannien
- Irland
- Benelux-landene: Belgien, Luxembourg og Holland
- Frankrig og Monaco
- Tyskland
- Schweiz
- Liechtenstein
- Østrig
- den italienske halvø: Italien, San Marino og Vatikanstaten
- den iberiske halvø: Spanien, Portugal, Andorra
- Norden: Danmark, Finland, Island, Norge og Sverige
- Grækenland

## Eksterne links
- Teaching about Western Europe Arkiveret 1. juni 2006 hos  Wayback Machine
- Information om Vesteuropas folk Arkiveret 27. september 2007 hos  Wayback Machine

47°24′33″N 2°32′13″Ø / 47.409273°N 2.536919°Ø